# Paul Hymans

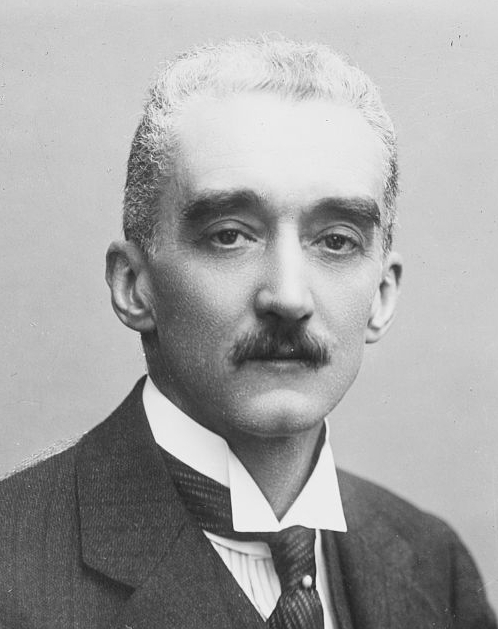
Paul Hymans

Paul Louis Adrien Louis Hymans (* 23. März 1865 in Ixelles/Elsene; † 6. März 1941 in Nizza) war ein belgischer liberaler Politiker und mehrfacher Minister.
Hymans wurde in einer gutsituierten bürgerlichen Familie geboren. Er erwarb einen Doktorgrad der Rechtswissenschaft und praktizierte in einer Brüsseler Anwaltskanzlei. Später erteilte er auch Unterricht an der VU Brüssel und betätigte sich als Journalist. Er trat in die Liberale Partei ein und wurde Anführer ihres linken Flügels. Von 1900 bis 1941 vertrat er den Wahlkreis seines Wohnorts in Brüssel im belgischen Parlament.
Nach Ausbruch des Ersten Weltkriegs nahm er 1914 an einer diplomatischen Mission in den Vereinigten Staaten teil. 1915 wurde zum Sonderbeauftragten bei der britischen Regierung in London ernannt. 1917 übernahm er den Posten des Wirtschaftsministers und Anfang 1918 den des Außenministers in der belgischen Regierung. Er führte die belgische Delegation bei der Pariser Friedenskonferenz 1919 und wurde 1920 erster Vorsitzender des Völkerbunds (bis 1921). In den zwanziger Jahren war er als Mitglied des Völkerbundsrats und mehrfacher Außenminister (1924–25, 1927–35) in die Verhandlungen mit Deutschland involviert (u. a. Dawes-Plan 1924, Verträge von Locarno 1925, Briand-Kellogg-Pakt 1928). Auf Hymans gehen Pläne zu einer Wirtschaftsunion zwischen Belgien, den Niederlanden und Luxemburg zurück, die als Vorläufer der Zollunion von 1944 gelten (siehe Benelux).
Hymans starb 1941 in Nizza im Exil und wurde später auf dem Friedhof seiner Geburtsstadt begraben.
Er war Mitglied der Académie royale des Sciences, des Lettres et des Beaux-Arts de Belgique.